# 高木正実
高木 正実（たかぎ まさみ、1893年（明治26年）12月20日 - 没年不明）は、大日本帝国陸軍軍人。最終階級は陸軍少将。

## 経歴
1893年（明治26年）に福岡県で生まれた。陸軍士官学校第27期卒業。1940年（昭和15年）3月9日に第37師団兵器部長（第1軍）に就任し、日中戦争に出動して運城に駐屯した。8月1日に陸軍歩兵大佐に進級し、12月2日に歩兵第223連隊長（第1軍・第36師団・第36歩兵団）に転じ、百団大戦への反撃戦、中原会戦、陵川作戦などを連戦し武功を挙げた。
1942年（昭和17年）7月に留守近衛師団司令部附となり、1943年（昭和18年）10月に村松陸軍少年通信兵学校長に着任。1945年（昭和20年）6月10日に陸軍少将に進級し、終戦を迎えた。
1947年（昭和22年）11月28日、公職追放仮指定を受けた。